# Pièce de 10 francs Millénaire Capétien
Pour les articles homonymes, voir 10 francs.
La dix francs Millénaire Capétien est une pièce de monnaie commémorative de dix francs français émise en 1987 à l'occasion du millénaire de l’avènement de la dynastie capétienne avec l'accession au trône d'Hugues Capet.
Dessinée par le graveur Gérard Baldrati, la pièce montre à son avers une représentation en pied d'Hugues Capet sur un champ de croisettes. Le revers est quant à lui sobre avec la valeur faciale et le millésime dans un cercle, « REPUBLIQUE FRANÇAISE » et « LIBERTE EGALITE FRATERNITE » à l'extérieur le long du listel.
Dérivée du type Mathieu, cette monnaie utilise les mêmes flans en cuivre 920, nickel 60 et aluminium 20 avec une tolérance de +/- 10 millièmes et présente les mêmes caractéristiques physiques avec un diamètre de 26 mm et une épaisseur de 2,5 mm pour une masse de 10 grammes avec une tolérance de +/- 50 millièmes, à l'exception de la tranche qui est lisse.

## Frappes

### Frappes communes en alliagecupronickelaluminium
| millésime | numéro catalogue | tirage     | remarques |
| --------- | ---------------- | ---------- | --------- |
| 1987      | F.371/1          | 1 850      | essai     |
| 1987      | F.371/2          | 19 958 656 |           |

### Frappes en métaux précieux pour collectionneurs
En plus des pièces courantes mises en circulation au prix de leur valeur faciale, quatre autres types de pièces ont été frappées dans des métaux précieux, destinés aux collectionneurs et vendues à un prix plus élevé.
Identiques dans leurs caractéristiques à la pièce courante (dessins, tranche lisse, diamètre et épaisseur), elles diffèrent dans leur masse en raison de leur composition différente ainsi qu'au niveau des tolérances autorisées, plus restrictives.
| Désignation de la frappe             | Composition                      | Composition              | Masse              | Masse                    | Tirage prévu |
| Désignation de la frappe             | Titre                            | Tolérance (en millièmes) | Masse (en grammes) | Tolérance (en millièmes) | Tirage prévu |
| ------------------------------------ | -------------------------------- | ------------------------ | ------------------ | ------------------------ | ------------ |
| pièces en argent de qualité BU       | argent : 900 cuivre : 100        | +/- 3                    | 12                 | +/- 15                   | 20 000       |
| pièces en argent de qualité Épreuve  | argent : 950 cuivre : 50         | +/- 2                    | 12                 | +/- 5                    | 10 000       |
| pièces en or de qualité Épreuve      | or : 920 argent : 40 cuivre : 40 | +/- 1                    | 12                 | +/- 3                    | 6 000        |
| pièces en platine de qualité Épreuve | platine pur                      | pureté: minimum 999      | 14                 | +/- 3                    | 1 000        |

Toutes frappes confondues, il devait être fabriqué au total 20 000 000 de pièces du type Millénaire Capétien selon le Journal officiel.

## Sources
- Arrêté du 22 juillet 1987 relatif à la frappe et à la mise en circulation des pièces commémoratives de 10 F, JORF no 170 du 25 juillet 1987, p. 8323, sur Légifrance
- Compagnie Générale de Bourse